# Paolo Pagani
Paolo Pagani, jinak též Paolo Antonio Pagani nebo Paolo Pagano, (22. září 1655 Castello Valsolda - 5. května 1716 Milán ) byl italský barokní malíř, který kromě Itálie působil též na Moravě. Maloval historické obrazy, alegorie, velkoplošné oltářní obrazy a fresky.

## Život
Pagani pocházel z Castello Valsolda v severní Itálii. O jeho raných letech a vzdělání neexistují téměř žádné dokumenty. V letech 1667-1668 se usadil v Benátkách. Zde byl v roce 1675 pověřen namalováním obrazu Mučednictví svatého Erasma pro Palazzo Molin, který je nyní v Galleria nazionale di palazzo Spinola v Janově. V roce 1680 vytvořil sérii leptů podle obrázků malíře a rytce Giuseppa Diamantiniho. V roce 1687 je registrován v seznamu benátských malířů. Jeho žákem byl mladý malíř Giovanni Antonio Pellegrini.
Nejpozději v roce 1690 Itálii opustil. Krátce snad pobýval ve Vídni a poté působil na Moravě. Olomoucký biskup Karel z Lichtenštejna ho pověřil výmalbou své rezidence v Kroměříži. Společně se sochařem a štukatérem Baltazarem Fontanou pracovali na výzdobě sally terreny a také reprezentačních prostor v prvním poschodí zámku (ty se však nedochovaly, byly zničeny při požáru v roce 1752). Na Moravě pobyl Pagani nejméně tři roky. Freskami vyzdobil kostel Nanebevzetí Panny Marie na Velehradě, ale jeho dílo zčásti vzalo zasvé při požáru v roce 1719, zčásti (v některých kaplích) bylo přemalováno. Pro biskupovu obrazárnu namaloval čtyři obrazy, z nichž dva se podařilo identifikovat (Hérakles a Paridův soud). Pravděpodobně také pracoval pro knížete Ferdinanda Ditrichštejna při obnově zámku v Mikulově, ale veškeré stopy jeho díla zničil opět požár.
V roce 1695 odešel do Krakova, kde vytvořil obraz sv. Šebestiána pro kostel sv. Anny. U malířské výzdoby sakristie krakovského chrámu Panny Marie je Paganiho autorství sporné. Po několika měsících se Pagani vrátil do Itálie, se zastávkou v Olomouci, kde snad právě při této příležitosti zanechal v augustiniánském klášteře soubor svých kreseb. V rodném Castello Valsolda pak vytvořil jedno ze svých největších děl, výzdobu klenby kostela San Martino. V posledních letech svého života působil v Miláně, kde namaloval několik obrazů pro tamější kostely.
Pagani byl ženatý a měl tři syny. Zemřel v Miláně a byl pohřben v kostele Santa Maria del Giardino.

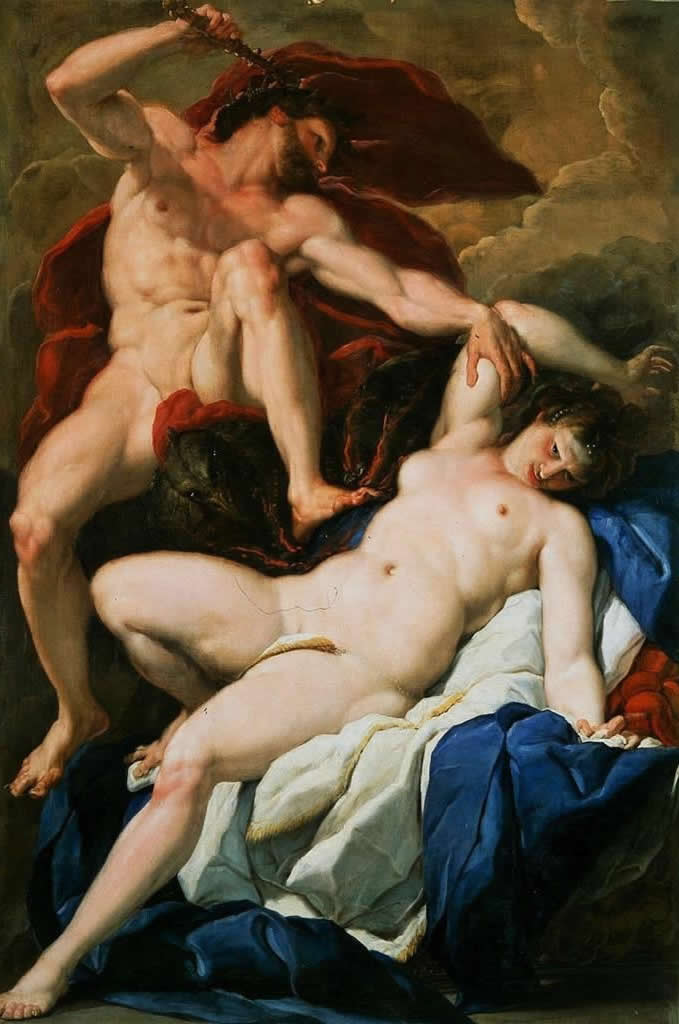
Jupiter a Semelé

## Dílo
Paganiho obrazy se vyznačují dynamickým pojetím lidského těla, dramatickou obrazovou kompozicí, naturalistickými detaily a virtuózním světelným stylem inspirovaným Caravaggiem. Sám byl vzorem dalším malířům, např. Pellegrinimu nebo Tiepolovi.
Z Paganiho děl se dochovalo poměrně málo, některá díla mu nelze spolehlivě připsat. Kromě obrazů a fresek se zachovaly i jeho kresby. Nejrozsáhlejší je soubor kreseb, uložený ve sbírkách Vědecké knihovny v Olomouci, který se po zrušení augustiniánského kláštera dostal do tehdejší olomoucké lycejní knihovny.
Některé z obrazů:

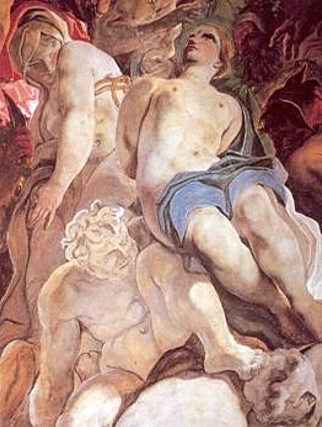
Detail z fresky v kostele San Martin v Castello Valsolda

- Svatý Jeroným, kolem 1685-1690 (Lichtenštejnské muzeum)

- Jupiter a Semelé, kolem 1692 (Moravská galerie v Brně)
- Svatý Šebastián, 1695 (kostel sv. Anny, Krakov)
- Svatý Liborius uzdravuje nemocného, 1617 (kostel San Marco v Miláně)
- Alegorie eucharistie (Museo Casa Pagani, Castello Valsolda)

## Museo Casa Pagani
V roce 2004 bylo v barokním paláci ve Valsoldě, bývalém sídle rodiny Pagani, zřízeno Muzeum Paola Paganiho. Zaměřením muzea je dokumentace činnosti sochařů, malířů a architektů z Valsoldy, kteří působili po celé Evropě, zejména v období baroka a rokoka.